# Tratamento involuntário
Tratamento involuntário (também referido pelos patrocinadores como tratamento assistido e por críticos como tratamento forçado), no contexto da medicina, refere-se a um tratamento médico realizado sem o consentimento do paciente. Em grande parte dos casos, refere-se ao tratamento psiquiátrico administrado a um indivíduo apesar das objeções deste. Estes são normalmente indivíduos que tenham sido diagnosticados com transtorno mental e (nos Estados Unidos) são considerados por um tribunal como um perigo para si ou para outras pessoas.

## Tratamento involuntário e direito internacional dos direitos humanos
A Convenção das Nações Unidas sobre os Direitos das Pessoas com Deficiência, Comentário Geral n.º 1 (2014) sobre o Artigo 12: O reconhecimento igualitário perante a lei, especifica que o tratamento forçado, entre outras práticas discriminatórias, deve ser abolido para garantir que a capacidade jurídica total seja restaurado para pessoas com deficiência em igualdade de condições com os outros.

## Estados Unidos
Em 1975, a Suprema Corte dos Estados Unidos decidiu no caso O'Connor v. Donaldson que a hospitalização e/ou tratamento involuntário violam os direitos civis de um indivíduo. O indivíduo deve estar exibindo um comportamento que é um perigo para si ou para outros e uma ordem judicial deve ser recebida por mais de uma prisão curta (por exemplo, 72 horas). O tratamento deve ter lugar na configuração menos restritiva possível. Esta decisão tem severamente limitado o tratamento involuntário e hospitalização nos Estados Unidos. Os estatutos variam um pouco de estado para outro.
Em 1979, o Tribunal de Apelo dos Estados Unidos para o Primeiro Circuito estabeleceu em Rogers v. Okin que um paciente competente comprometido com um hospital psiquiátrico tem o direito de recusar o tratamento em situações não emergenciais. O caso de Rennie v. Klein estabeleceu que um indivíduo involuntariamente comprometido tem o direito constitucional de recusar a medicação psicotrópica sem uma ordem judicial. Rogers v. Okin estabeleceu o direito do paciente de tomar decisões de tratamento.

## Brasil
Quando uma pessoa não quer se internar voluntariamente, pode-se recorrer à internação involuntária ou à internação compulsória. São dois tipos diferentes de internação. Portanto, não use os termos involuntário, compulsório ou forçado indistintamente.
O secretário nacional de Políticas sobre Drogas, Vitore Maximiano, defendeu a internação involuntária de viciados, desde que sob indicação de médico especialista. 
A Lei 10.216, de 2001 define três modalidades de internação psiquiátrica:
a) internação voluntária: aquela que se dá com o consentimento do usuário;
b) internação involuntária: aquela que se dá sem o consentimento do usuário e a pedido de terceiro;
c) internação compulsória: aquela determinada pela Justiça.
Internação voluntária
A pessoa que solicita voluntariamente a própria internação, ou que a consente, deve assinar, no momento da admissão, uma declaração de que optou por esse regime de tratamento. O término da internação se dá por solicitação escrita do paciente ou por determinação do médico responsável. Uma internação voluntária pode, contudo, se transformar em involuntária e o paciente, então, não poderá sair do estabelecimento sem a prévia autorização.
Internação involuntária
É a que ocorre sem o consentimento do paciente e a pedido de terceiros. Geralmente, são os familiares que solicitam a internação do paciente, mas é possível que o pedido venha de outras fontes. O pedido tem que ser feito por escrito e aceito pelo médico psiquiatra.
A lei determina que, nesses casos de internação involuntária, os responsáveis técnicos do estabelecimento de saúde têm prazo de 72 horas para informar ao Ministério Público do estado sobre a internação e os motivos dela. O objetivo é evitar a possibilidade de esse tipo de internação ser utilizado para a cárcere privado.
Internação compulsória

Nesse caso não é necessária a autorização familiar. A internação compulsória é sempre determinada pelo juiz competente, depois de pedido formal, feito por um médico, atestando que a pessoa não tem domínio sobre a própria condição psicológica e física. O juiz levará em conta o laudo médico especializado, as condições de segurança do estabelecimento, quanto à salvaguarda do paciente, dos demais internados e funcionários.